# Гоздово (гміна)
Гміна Гоздово (пол. Gmina Gozdowo) — сільська гміна у центральній Польщі. Належить до Серпецького повіту Мазовецького воєводства.
Станом на 31 грудня 2011 у гміні проживало 6104 особи.

## Площа
Згідно з даними за 2007 рік площа гміни становила 126.70 км², у тому числі:
- орні землі: 83.00%
- ліси: 10.00%

Таким чином, площа гміни становить 14.86% площі повіту.

## Населення
Станом на 31 грудня 2011:
| Опис     | Загалом | Загалом | Чоловіки | Чоловіки | Жінки | Жінки |
| -------- | ------- | ------- | -------- | -------- | ----- | ----- |
| одиниця  | осіб    | %       | осіб     | %        | осіб  | %     |
| все      | 6104    | 100     | 3066     | 50.23    | 3038  | 49.77 |
| міське   | 0       | 100     | 0        |          | 0     |       |
| сільське | 6104    | 100     | 3066     | 50.23    | 3038  | 49.77 |

## Сусідні гміни
Гміна Гоздово межує з такими гмінами: Бельськ, Брудзень-Дужи, Завідз, Мохово, Серпць, Стара Біла.